# Karaoke Blues
Karaoke Blues è il secondo album del cantautore riminese, Daniele Maggioli, edito da Interno 4 Records nel maggio 2010.

## Il disco
Karaoke Blues abbandona i temi grotteschi satirici legati alle avventure rivierasche della provincia romagnola e lascia anche la leggerezza delle atmosfere jazz per entrare nel labirinto della parola come ricerca di emozioni, ma anche di divertimento, con un occhio alla letteratura e con l'invenzione di suggestivi e talvolta sorprendenti neologismi.
Karaoke Blues è un album essenzialmente cantautorale e la miscela sapiente dei generi, classico, rock e folk, ne fa un disco musicalmente capace di suscitare passioni e malinconie.
La canzone "Roma K69996 (Diario Agropontino)" è dedicata al poeta e scrittore, Pier Paolo Pasolini. Di fatto "K69996" è la targa dell'auto di Pasolini.

## Tracce
Testi e musiche di Daniele Maggioli.
1. Gita fuori porta in astronave – 3:57
2. In un giorno d'autunno – 3:54
3. Giorgio Borges – 3:50
4. Siamo nuovi – 4:01
5. Cuore livido – 4:16
6. Karaoke Blues – 5:59
7. Marcel Proust – 2:44
8. Viale John Lennon – 3:21
9. Roma K69996 (Diario Agropontino) – 5:20
10. Alla ricerca delle unghie perdute – 3:47
11. Mio padre – 4:57

## Formazione
- Daniele Maggioli - voce e chitarra acustica
- Marco Mantovani - pianoforte
- Daniele Marzi - batteria

### Altri musicisti
- Greta Mussoni - violoncello
- Massimo Marches - basso elettrico e basso acustico
- Francesco Pesaresi - contrabbasso
- Umberto Giovannini - organetto diatonico
- Claudio Olivieri - dobro